# مدرسه نظامی (فرانسه)
مدرسه نظامی یا اکول میلیتر (به فرانسوی: École Militaire) موسسه آموزش عالی نظامی است که در منطقه ۷ پاریس در جنوب شرقی شان دو مارس واقع شده‌است. لویی پانزدهم در سال ۱۷۵۰ دستور ساخت آن را صادر کرد. مدرسه نظام شامل یک مجتمع ساختمانی با چندین امکانات آموزشی است. ساختمان مدرسه نظام در قرن هجدهم توسط آنژ-ژاک گابریل ساخته شده‌است. این ساختمان از سال ۱۹۹۰ جزو بناهای ملی ثبت شده‌است.

## تاریخچه
مدرسه نظام در سال ۱۷۵۰ بعد از جنگ جانشینی اتریش با پیشنهاد مارشال موریس دو ساکس و حمایت مادام دو پامپادور و ژوزف پاریس دوورنی به دستور لوئی پانزدهم ساخته شد.
پیش از ساخت این بنا، آکادمی نظام فقط مختص به فرزندان اشراف‌زادگان بود.